# Sergueï Ioutkevitch
Sergueï Iossifovitch Ioutkevitch (en russe : Сергей Иосифович Юткевич) est un réalisateur et scénariste soviétique, né le 28 décembre 1904 à Saint-Pétersbourg, dans l'Empire russe, et décédé le 24 avril 1985 à Moscou, en Union soviétique.

## Biographie
Sa famille, des intellectuels de la bourgeoisie aux ascendances karaïtes, se réfugie en Ukraine au début de la guerre civile. À Kiev, il se lie avec Grigori Kozintsev.
En 1921, Georgi Kryjitski, Grigori Kozintsev, Leonid Trauberg et Sergueï Ioutkevitch publient le manifeste Excentrisme qui est devenu la plate-forme théorique de la Fabrique de l'acteur excentrique.
Il touche à tous les genres : cinéma de poésie, réalisme socialiste qu'il inaugure quasiment avec Contre-Plan ; documentaires lyriques, la France libérée, Salut Moscou, à la manière du Vertov de Trois Chants sur Lénine ; films de poupées (Les Bains) ; transpositions théâtrales (Othello) ; biographies (Yakov Sverdlov, Skanderbeg) ; burlesque caricatural (Les Nouvelles Aventures du brave soldat Švejk) ; grand drames (Un amour de Tchekhov, avec Nikolaï Grinko et Marina Vlady). Dans les six films qu'il a consacrés à la vie de Lénine (entre autres le fabuleux Lénine à Paris, avec Youri Kaïourov et Claude Jade), il a refusé de «jouer le monument », se conformant au précepte de Marx : « Pas de cothurne aux pieds ni d'auréole autour de la tête. » Son thème dominant est la transformation psychologique d'un individu qui travaille à s'insérer dans la nouvelle réalité soviétique et à y devenir un leader, ce qui est, au fond, sa propre histoire. Son épouse est décédée en 1987.

## Filmographie sélective

### Réalisateur
- 1925 : À nous la radio ! (ru) (Даешь радио!, Dayosh radio!), court-métrage de 21'
- 1928 : Dentelles (Кружева, Kroujeva)
- 1929 : La Voile noire (Черный парус, Chornyy parus)
- 1931 : Montagnes d'or (Златые горы, Zlatye gory)
- 1932 : Contre-plan (Встречный, Vstretchny) co-réalisé avec Fridrikh Ermler
- 1934 : Ankara, cœur de la Turquie (Анкара — сердце Турции, Ankara - serdtse Turtsii), documentaire
- 1937 : Comment va voter l’électeur (Как будет голосовать избиратель, Kak budet golosovat izbiratel)
- 1937 : Ceux de la mine (ru) (Шахтеры, Shakhtiory)
- 1938 : L'Homme à la carabine (Chelovek s ruzhyom)
- 1940 : Sverdlov (Яков Свердлов, Yakov Sverdlov)
- 1941 : Ciné-recueil militaire n°7 (ru) (Боевой киносборник № 7, Boyevoy kinosbornik 7), segment L'Élixir de courage (Эликсир бодрости, Eliksir bodrosti)
- 1942 : Chveïk s’en va-t-en guerre (ru) (Швейк готовится к бою, Shveyk gotovitsya k boyu)
- 1943 : Les Nouvelles Aventures du brave soldat Chveïk (ru) (Новые похождения Швейка, Novye pokhozhdenia Shveïka)
- 1944 : La France libérée (Освобожденная Франция, Osvobozhdennaya Frantsiya), documentaire
- 1945 : Salut Moscou ! (Здравствуй, Москва!, Zdravstvuj, Moskva!)
- 1946 : La Jeunesse de notre pays (Молодость нашей страны, Molodost nashey strany), court-métrae documentaire
- 1947 : Lumière sur la Russie (ru) (Свет над Россией, Svet nad Rossiey)
- 1948 : Trois rencontres (ru) (Три встречи, Tri vstrechi)
- 1951 : Prjevalski (Пржевальский)
- 1953 : Le Grand Guerrier albanais Skanderbeg (Великий воин Албании Скандербег,  Veliki voin Albani Skanderbeg)
- 1955 : Othello (Отелло, Otello)
- 1957 : Yves Montand chante (Поёт Ив Монтан, Poyot Ives Montand), documentaire
- 1957 : Récits sur Lénine (ru) (Рассказы о Ленине, Rasskazy o Lenine)
- 1962 : Les Bains (ru) (Баня, Banya), dessin animé
- 1966 : Lénine en Pologne (Ленин в Польше, Lenin v Polché)
- 1967 : Sur l'homme lui-même (О самом человечом, O samom chelovechom), documentaire
- 1969 : Un amour de Tchekhov (Сюжет для небольшого рассказа, Syuzhet dlya nebolshovo raskaza)
- 1969 : Maïakovsky rit (ru) (Маяковский смеётся, Mayakovskiy smeyotsya)
- 1981 : Lénine à Paris (Ленин в Париже, Lenin v Parijé)

### Directeur artistique
- 1960 : La Berceuse (Колыбельная) de Mikhaïl Kalik

## Honneurs
- Artiste du peuple de l'Union soviétique (1962)
- Héros du travail socialiste (1974)